# Interpretação conjunta
A interpretação conjunta, ou interpretação estatística da mecânica quântica, é uma interpretação que pode ser vista como um interpretação minimalista; é um interpretação da mecânica quântica que pretende fazer o menor número de suposições associadas com a formalização matemática padrão. No seu âmago, ela toma em toda a extensão a interpretação estatística de Max Born, pela qual ganhou o Prêmio Nobel de Física. A interpretação afirma que a função de onda não se aplica a um sistema individual - ou por exemplo, uma única partícula - mas é uma quantidade matemática abstrata, estatística que só se aplica a um conjunto de sistemas preparados de forma semelhante ou partículas. Provavelmente, o defensor mais notável de tal interpretação foi Albert Einstein:

A tentativa de conceber a descrição quântico teórica como a descrição completa dos sistemas individuais leva a interpretações teóricas não naturais, que se tornam imediatamente desnecessárias se aceita-se a interpretação de que a descrição refere-se a conjuntos de sistemas e não a sistemas individuais.
—Albert Einstein

Até o momento, provavelmente o mais proeminente defensor da interpretação conjunta é Leslie E. Ballentine, professor na Simon Fraser University, e escritor do livro-texto de nível de gradução "Quantum Mechanics, A Modern Development".
A interpretação conjunta, diferentemente de muitas outras interpretações da mecânica quântica, não tenta justificar, ou não derivar ou explicar a mecânica quântica de qualquer processo determinista, ou fazer qualquer outra declaração sobre a verdadeira natureza dos fenômenos quânticos; é simplesmente uma declaração sobre a forma de interpretação da função de onda.